# Consejo de Gobierno de la Región de Murcia
El Consejo de Gobierno de la Región de Murcia es el órgano colegiado superior de la comunidad autónoma, al que corresponde el ejercicio de la potestad reglamentaria y el desempeño de la función ejecutiva. Está compuesto por el presidente, el vicepresidente (en su caso) y los consejeros.

## Actual Consejo de Gobierno de la Región de Murcia
Composición actual del Consejo de Gobierno a fecha de 17 de enero de 2023:
| Consejo de Gobierno de la Región de Murcia (15 de septiembre de 2023 - ...) | Consejo de Gobierno de la Región de Murcia (15 de septiembre de 2023 - ...) | Consejo de Gobierno de la Región de Murcia (15 de septiembre de 2023 - ...) |
| --------------------------------------------------------------------------- | --------------------------------------------------------------------------- | --------------------------------------------------------------------------- |
| Partido político                                                            |                                                                             | Partido Popular                                                             |
| Partido político                                                            | Vox                                                                         |                                                                             |
| Cargo                                                                       | Titular                                                                     | Titular                                                                     |
| Presidente                                                                  |                                                                             | Fernando López Miras                                                        |
| Vicepresidente                                                              |                                                                             | José Ángel Antelo                                                           |
| Interior, Emergencias y Ordenación del Territorio                           |                                                                             | José Ángel Antelo                                                           |
| Portavoz del Consejo                                                        |                                                                             | Marcos Ortuño                                                               |
| Presidencia y Acción Exterior                                               |                                                                             | Marcos Ortuño                                                               |
| Economía y Hacienda                                                         |                                                                             | Luis Alberto Marín                                                          |
| Política Social, Familias e Igualdad                                        |                                                                             | Conchita Ruiz                                                               |
| Medio Ambiente, Mar Menor, Universidades e Investigación                    |                                                                             | Juan María Vázquez                                                          |
| Educación, Formación Profesional y Empleo                                   |                                                                             | Víctor Martín                                                               |
| Fomento                                                                     |                                                                             | José Manuel Pancorbo                                                        |
| Cultura, Turismo, Juventud y Deportes                                       |                                                                             | Carmen Conesa                                                               |
| Salud                                                                       |                                                                             | Juan José Pedreño                                                           |
| Agua, Agricultura, Ganadería y Pesca                                        |                                                                             | Sara Rubira                                                                 |

## Presidentes del Gobierno de la Región de Murcia
El Presidente del Consejo de Gobierno de la Región de Murcia es elegido por los diputados de la Asamblea Regional de Murcia y tiene que ser un miembro de ésta. Además de jefe del Consejo de Gobierno, es el representante de la Región de Murcia y le corresponde la convocatoria de elecciones en los términos previstos en la Ley Reguladora del Régimen Electoral General.
Antes de la configuración del Gobierno en los términos previstos en el Estatuto de Autonomía, hubo dos Presidentes del Consejo Regional, como ente preautonómico:
| N.º | Nombre               | Inicio | Fin  | Partido |
| --- | -------------------- | ------ | ---- | ------- |
| 1.  | Antonio Pérez Crespo | 1978   | 1979 | UCD     |
| 2.  | Andrés Hernández Ros | 1979   | 1983 | PSOE    |

A partir de la aprobación del Estatuto de Autonomía (1982) y las primeras elecciones a la Asamblea (1983), la Región de Murcia ha tenido los siguientes presidentes:
| N.º | Nombre                        | Inicio | Fin  | Partido |
| --- | ----------------------------- | ------ | ---- | ------- |
| 1.  | Andrés Hernández Ros          | 1983   | 1984 | PSOE    |
| 2.  | Carlos Collado Mena           | 1984   | 1993 | PSOE    |
| 3.  | María Antonia Martínez García | 1993   | 1995 | PSOE    |
| 4.  | Ramón Luis Valcárcel Siso     | 1995   | 2014 | PP      |
| 5.  | Alberto Garre López           | 2014   | 2015 | PP      |
| 6.  | Pedro Antonio Sánchez López   | 2015   | 2017 | PP      |
| 7.  | Fernando López Miras          | 2017   | -    | PP      |

## Sedes
La sede de la Presidencia de la Región de Murcia se halla en el Palacio de San Esteban, en la capital murciana, en cuyas dependencias se reúne también el Consejo de Gobierno.
La Asamblea Regional, órgano legislativo de la Región de Murcia, se encuentra en la ciudad de Cartagena.

## Composición histórica del Consejo de Gobierno
Una vez aprobada la creación de la comunidad autónoma de la Región de Murcia y aprobado su Estatuto de Autonomía, se constituyó un Consejo de Gobierno que dirigiría la Región hasta la celebración en 1983 de las primeras elecciones autonómicas.
El Consejo de Gobierno de este período fue el siguiente:
| Cargo                                                  | Nombre                          |
| ------------------------------------------------------ | ------------------------------- |
| Presidente                                             | Andrés Hernández Ros            |
| Consejero de Presidencia                               | José Plana Plana                |
| Consejero de Hacienda y Economía                       | Manuel Martínez García de Otazo |
| Consejero de Administración Local e Interior           | José Guirao Martínez            |
| Consejero de Política e Infraestructura Territorial    | Juan José Parrilla Cánovas      |
| Consejero de Cultura y Educación                       | José Manuel Garrido Guzmán      |
| Consejero de Trabajo y Servicios Sociales              | Vicente Martínez Brell          |
| Consejero de Industria, Tecnología, Comercio y Turismo | José María Casanova Valero      |
| Consejera de Agricultura                               | Josefa Callejo de la Puente     |
| Consejero de Sanidad y Seguridad Social                | José María Morales Meseguer     |
| Consejero de Relaciones Autonómicas                    | Antonio García-Pagán Zamora     |

### I Legislatura (1983-1987)
Una vez celebradas Elecciones Autonómicas, Andrés Hernández Ros fue reelegido como presidente de la comunidad autónoma, conformando el siguiente Consejo de Gobierno:
| Cargo                                                  | Nombre                        |
| ------------------------------------------------------ | ----------------------------- |
| Presidente                                             | Andrés Hernández Ros          |
| Vicepresidenta y Consejera de Relaciones Autonómicas   | María Antonia Martínez García |
| Consejero de Presidencia                               | José Plana Plana              |
| Consejero de Economía, Hacienda y Empleo               | José Molina Molina            |
| Consejero de Administración Local e Interior           | José López Fuentes            |
| Consejero de Política e Infraestructura Territorial    | Juan José Parrilla Cánovas    |
| Consejero de Cultura y Educación                       | Pedro Guerrero Ruiz           |
| Consejero de Industria, Tecnología, Comercio y Turismo | Enrique Escudero de Castro    |
| Consejero de Agricultura, Ganadería y Pesca            | José Luis Albacete Viudes     |
| Consejero de Sanidad, Consumo y Servicios Sociales     | José María Morales Meseguer   |

Tras la dimisión de Andrés Hernández Ros como presidente en 1984, se constituyó un nuevo Consejo de Gobierno presidido por Carlos Collado Mena.
| Cargo                                              | Nombre                       |
| -------------------------------------------------- | ---------------------------- |
| Presidente                                         | Carlos Collado Mena          |
| Consejero de Presidencia                           | José Méndez Espino           |
| Consejero de Economía, Hacienda y Empleo           | José Molina Molina           |
| Consejero de Política Territorial y Obras Públicas | José Salvador Fuentes Zorita |
| Consejero de Cultura y Educación                   | Esteban Egea Fernández       |
| Consejero de Industria, Comercio y Turismo         | Francisco Artés Calero       |
| Consejero de Agricultura, Ganadería y Pesca        | José Luis Albacete Viudes    |
| Consejero de Sanidad, Consumo y Servicios Sociales | José María Morales Meseguer  |

El 31 de enero de 1986 Carlos Collado remodela por primera vez su Gobierno, desapareciendo las Consejerías de Presidencia y Economía, Hacienda y Empleo y creando en su lugar la Consejería de Hacienda y Administración Pública, de la que se hace cargo José Méndez Espino. Igualmente Antonio León Martínez-Campos y Ricardo Candel Parra sustituyen respectivamente a los titulares de las Consejerías de Agricultura, Ganadería y Pesca y Sanidad, Consumo y Servicios Sociales.

### II Legislatura (1987-1991)
En las elecciones de 1987 Carlos Collado revalida para el PSOE la mayoría absoluta, siendo reelegido al frente del Gobierno. El nuevo Consejo de Gobierno estará formado, junto al presidente, por ocho consejeros, incluyendo al secretario general de la Presidencia, que tendrá rango de consejero.
| Cargo                                              | Nombre                       |
| -------------------------------------------------- | ---------------------------- |
| Presidente                                         | Carlos Collado Mena          |
| Consejero de Economía, Industria y Comercio        | Francisco Artés Calero       |
| Consejero de Política Territorial y Obras Públicas | José Salvador Fuentes Zorita |
| Consejero de Cultura, Educación y Turismo          | Esteban Egea Fernández       |
| Consejero de Agricultura, Ganadería y Pesca        | Antonio Leóz Martínez-Campos |
| Consejero de Sanidad, Consumo y Servicios Sociales | Ricardo Candel Parra         |
| Consejero de Hacienda                              | Antonio Conesa Parra         |
| Consejero de Administración Pública e Interior     | Rafael María Egea Martínez   |
| Secretario General de la Presidencia               | José Almagro Hernández       |

Hasta en cinco ocasiones retocará su Gobierno Carlos Collado durante la II Legislatura. En octubre de 1987 divide en dos la Consejería de Sanidad, Consumo y Servicios Sociales, quedando como consejero de Sanidad Ricardo Candel e incorporándose al Gobierno, como consejero de Bienestar Social José López Fuentes.
En marzo de 1988 cesa Ricardo Candel como consejero de Sanidad y le sustituye Miguel Ángel Pérez-Espejo Martínez.
En diciembre de ese mismo año, Francisco Calvo García-Tornel sustituye a José Salvador Fuentes Zorita al frente de la Consejería de Política Territorial y Obras Públicas.
En septiembre de 1989 se produce un nuevo relevo, en este caso el de Rafael María Egea, que es sustituido como consejero de Administración Pública e Interior por Juan José García Escribano.
La última modificación sería en diciembre de 1989, cuando se crea la figura del consejero portavoz del Gobierno, nombrando para tal fin a Juan Martínez Simón.

### III Legislatura (1991-1995)
Carlos Collado obtiene nuevamente la mayoría absoluta al frente de la candidatura socialista en 1991. Se mantiene así al frente de un gobierno en el que establece varios cambios. El Consejo de Gobierno que nombra es el siguiente:
| Cargo                                                              | Nombre                        |
| ------------------------------------------------------------------ | ----------------------------- |
| Presidente                                                         | Carlos Collado Mena           |
| Consejero de Economía y Fomento                                    | Francisco Artés Calero        |
| Consejero de Hacienda                                              | Juan Martínez Simón           |
| Consejero de Política Territorial, Obras Públicas y Medio Ambiente | Francisco Calvo García-Tornel |
| Consejero de Cultura, Educación y Turismo                          | Esteban Egea Fernández        |
| Consejero de Agricultura, Ganadería y Pesca                        | Antonio Leóz Martínez-Campos  |
| Consejero de Sanidad                                               | Lorenzo Guirao Sánchez        |
| Consejero de Administración Pública e Interior                     | Antonio Bódalo Santoyo        |
| Consejera de Asuntos Sociales                                      | Juana Pellicer Fernández      |
| Secretario General de la Presidencia                               | José Almagro Hernández        |

Apenas seis meses después de la constitución del nuevo Gobierno, en enero de 1992 fusiona las Consejerías de Economía y Fomento y de Hacienda en una nueva cartera, la de Economía, Hacienda y Fomento a cuyo frente sitúa a Juan Martínez Simón. En mayo de ese mismo año Vicente Blasco Bonete sustituye a Francisco Calvo como consejero de Política Territorial, Obras Públicas y Medio Ambiente.
En mayo de 1993, tras una nueva crisis de gobierno que finaliza con la dimisión de Carlos Collado, la Asamblea Regional elige como nueva presidenta del Consejo de Gobierno a María Antonia Martínez García. El Gobierno que forma es el siguiente:
| Cargo                                              | Nombre                        |
| -------------------------------------------------- | ----------------------------- |
| Presidenta                                         | María Antonia Martínez García |
| Vicepresidente                                     | Enrique Amat Vicedo           |
| Consejero de Hacienda y Administración Pública     | José Salvador Fuentes Zorita  |
| Consejero de Política Territorial y Obras Públicas | Vicente Blasco Bonete         |
| Consejero de Cultura y Educación                   | José Antonio Molina Illán     |
| Consejero de Agricultura, Ganadería y Pesca        | Antonio Leóz Martínez-Campos  |
| Consejero de Sanidad y Asuntos Sociales            | Lorenzo Guirao Sánchez        |
| Consejero de Fomento y Trabajo                     | Alberto Requena Rodríguez     |
| Consejero de Medio Ambiente                        | Antonio Soler Andrés          |

En febrero de 1994 tendría lugar una remodelación del Gabinete, suprimiendo la Vicepresidencia e incorporándose Ramón Ortiz Molina como consejero de Política Territorial y Obras Públicas y Elena Quiñones Vidal como consejera de Cultura y Educación, en sustitución de los anteriores titulares de ambos departamentos.

### IV Legislatura (1995-1999)
Tras varias legislaturas de gobierno socialista, en 1995 el Partido Popular ganó por primera vez las elecciones autonómicas en la Región de Murcia, situando al frente del Gobierno a Ramón Luis Valcárcel. Este formaría su primer gabinete con los siguientes consejeros:
| Cargo                                              | Nombre                             |
| -------------------------------------------------- | ---------------------------------- |
| Presidente                                         | Ramón Luis Valcárcel Siso          |
| Vicepresidente                                     | Antonio Gómez Fayrén               |
| Consejero de Presidencia                           | Juan Antonio Megías García         |
| Consejero de Economía y Hacienda                   | Juan Bernal Roldán                 |
| Consejero de Política Territorial y Obras Públicas | José Ramón Bustillo Navia-Osorio   |
| Consejera de Cultura y Educación                   | Cristina Gutiérrez-Cortines Corral |
| Consejero de Medio Ambiente, Agricultura y Agua    | Eduardo Sánchez-Almohalla Serrano  |
| Consejero de Sanidad y Política Social             | Juan Antonio Gil Melgarejo         |
| Consejero de Industria, Trabajo y Turismo          | José Pablo Ruiz Abellán            |

Apenas tres meses después de tomar posesión sustituye a Juan Antonio Gil Melgarejo como consejero de Sanidad y Política Social, cargo que asume Francisco Marqués Fernández. En mayo de 1999, Fernando de la Cierva Carrasco sustituye a Cristina Gutiérrez-Cortines al frente de la Consejería de Cultura y Educación.

### V Legislatura (1999-2003)
En las elecciones de 1999, Ramón Luis Valcárcel revalida por vez primera su mayoría absoluta, e inicia la V Legislatura con mínimos cambios en su Ejecutivo, que queda conformado de la siguiente manera:
| Cargo                                                          | Nombre                           |
| -------------------------------------------------------------- | -------------------------------- |
| Presidente                                                     | Ramón Luis Valcárcel Siso        |
| Vicepresidente y Consejero de Trabajo y Política Social        | Antonio Gómez Fayrén             |
| Consejero de Presidencia                                       | Juan Antonio Megías García       |
| Consejero de Economía y Hacienda                               | Juan Bernal Roldán               |
| Consejero de Política Territorial y Obras Públicas             | José Ramón Bustillo Navia-Osorio |
| Consejero de Medio Ambiente, Agricultura y Agua                | Antonio Cerdá Cerdá              |
| Consejero de Sanidad y Consumo                                 | Francisco Marqués Fernández      |
| Consejero de Industria, Comercio, Turismo y Nuevas Tecnologías | José Pablo Ruiz Abellán          |
| Consejero de Educación y Cultura                               | Fernando de la Cierva Carrasco   |

En mayo de 2000 José Ramón Bustillo releva a Juan Antonio Megías como consejero de Presidencia. Este es nombrado consejero de Turismo y Cultura mientras que José Pablo Ruiz Abellán pasa a ser consejero de Obras Públicas y Ordenación del Territorio. Por último, Fernando de la Cierva pasa a ser consejero de Educación y Universidades y se incorpora al Consejo de Gobierno Patricio Valverde Megías, como consejero de Tecnologías, Industria y Comercio.
Una segunda remodelación tiene lugar en enero de 2002. Antonio Gómez Fayrén continúa como vicepresidente, pero cambia la cartera de Trabajo por la de Presidencia. Joaquín Bascuñana García es nombrado consejero de Obras Públicas, Vivienda y Transportes, Patricio Valverde cambia su cargo a consejero de Ciencia, Tecnología, Industria y Comercio, Fernando de la Cierva vuelve a asumir Educación y Cultura, Lourdes Méndez Monasterio es nombrada consejera de Trabajo y Política Social, José Pablo Ruiz Abellán consejero de Turismo y Ordenación del Territorio y se incorpora José Antonio Ruiz Vivo como secretario general de la Presidencia y del portavoz del Gobierno.

### VI Legislatura (2003-2007)
Tras revalidar nuevamente su mayoría absoluta al frente del Gobierno el Partido Popular, Ramón Luis Valcárcel forma un nuevo Ejecutivo.
| Cargo                                                      | Nombre                         |
| ---------------------------------------------------------- | ------------------------------ |
| Presidente                                                 | Ramón Luis Valcárcel Siso      |
| Consejero de Presidencia                                   | Fernando de la Cierva Carrasco |
| Consejera de Hacienda                                      | Inmaculada García Martínez     |
| Consejero de Obras Públicas, Vivienda y Transportes        | Joaquín Bascuñana García       |
| Consejero de Agricultura, Agua y Medio Ambiente            | Antonio Cerdá Cerdá            |
| Consejero de Sanidad                                       | Francisco Marqués Fernández    |
| Consejero de Economía, Industria e Innovación              | Patricio Valverde Megías       |
| Consejero de Educación y Cultura                           | Juan Ramón Medina Precioso     |
| Consejera de Trabajo, Consumo y Política Social            | Lourdes Méndez Monasterio      |
| Consejero de Turismo y Ordenación del Territorio           | José Pablo Ruiz Abellán        |
| Secretario General de la Presidencia y Relaciones Externas | José Antonio Ruiz Vivo         |

En febrero de 2004 Cristina Rubio Peiró sustituye a Lourdes Méndez como consejera de Trabajo, Consumo y Política Social y María Teresa Herranz Marín a Francisco Marqués en la Consejería de Sanidad y Consumo.
En junio de ese mismo año, Francisco Marqués vuelve al Gobierno, como consejero de Medio Ambiente y Ordenación del Territorio, cambiando la denominación y competencias de algunas consejerías que quedan como Consejería de Agricultura y Agua (Antonio Cerdá), Consejería de Trabajo y Política Social (Cristina Rubio) y Consejería de Turismo, Comercio y Consumo (José Pablo Ruiz Abellán).
En mayo de 2005 Valcárcel aborda una nueva remodelación al dejar el Gobierno Patricio Valverde. Inmaculada García pasa a ser consejera de Economía y Hacienda y Francisco Marqués, consejero de Industria y Medio Ambiente.
Casi un año más tarde, en abril de 2006, Benito Javier Mercader León sustituye a Francisco Marqués como consejero de Industria y Medio Ambiente.
Poco antes de las elecciones de 2007 abandona el Gobierno el secretario general de la Presidencia, José Antonio Ruiz Vivo.

### VII Legislatura (2007-2011)
Para iniciar su cuarta legislatura al frente del Gobierno de la Región de Murcia, Ramón Luis Valcárcel presenta el siguiente ejecutivo:
| Cargo                                                          | Nombre                         |
| -------------------------------------------------------------- | ------------------------------ |
| Presidente                                                     | Ramón Luis Valcárcel Siso      |
| Consejera de Hacienda y Administración Pública                 | María Pedro Reverte García     |
| Consejero de Presidencia                                       | Juan Antonio De Heras y Tudela |
| Consejera de Economía, Empresa e Innovación                    | Inmaculada García Martínez     |
| Consejero de Agricultura y Agua                                | Antonio Cerdá Cerdá            |
| Consejero de Política Social, Mujer e Inmigración              | Joaquín Bascuñana García       |
| Consejera de Sanidad                                           | María Ángeles Palacios Sánchez |
| Consejero de Obras Públicas, Vivienda y Transportes            | José Ballesta Germán           |
| Consejero de Desarrollo Sostenible y Ordenación del Territorio | Benito Javier Mercader León    |
| Consejero de Empleo y Formación                                | Constantino Sotoca Carrascosa  |
| Consejero de Educación, Ciencia e Investigación                | Juan Ramón Medina Precioso     |
| Consejero de Cultura, Juventud y Deportes                      | Pedro Alberto Cruz Sánchez     |
| Consejero de Turismo y Consumo                                 | José Pablo Ruiz Abellán        |

En septiembre de 2008 afronta una amplia remodelación del Gobierno, en el que María Pedro Reverte pasa a ser consejera de Presidencia y Administraciones Públicas; Inmaculada García, consejera de Economía y Hacienda; María Ángeles Palacios, consejera de Sanidad y Consumo; José Ballesta, consejero de Obras Públicas y Ordenación del Territorio; Constantino Sotoca, consejero de Educación, Formación y Empleo y Pedro Alberto Cruz, consejero de Cultura y Turismo. Se incorpora un nuevo consejero, Salvador Marín Hernández al frente de Universidades, Empresa e Investigación y tan solo dos consejerías mantienen titulares y competencias: Agricultura y Agua (Cerdá) y Política Social, Mujer e Inmigración (Bascuñana).
En septiembre de 2010, al firmarse la transferencia de las competencias de Justicia, se nombra a Manuel Campos como consejero de Justicia y Seguridad Ciudadana.

### VIII Legislatura (2011-2015)
Una vez reelegido para un nuevo mandato, el 24 de junio de 2011 Ramón Luis Valcárcel da a conocer su nuevo Gobierno, que toma posesión el 28 de dicho mes. Está compuesto por ocho consejerías:
| Cargo                                                   | Nombre                         |
| ------------------------------------------------------- | ------------------------------ |
| Presidente                                              | Ramón Luis Valcárcel Siso      |
| Consejero de Presidencia                                | Manuel Campos Sánchez          |
| Consejero de Economía y Hacienda                        | Salvador Marín Hernández       |
| Consejero de Agricultura y Agua                         | Antonio Cerdá Cerdá            |
| Consejero de Obras Públicas y Ordenación del Territorio | Antonio Sevilla Recio          |
| Consejero de Cultura y Turismo                          | Pedro Alberto Cruz Sánchez     |
| Consejera de Sanidad y Política Social                  | María Ángeles Palacios Sánchez |
| Consejero de Universidades, Empresa e Investigación     | José Ballesta Germán           |
| Consejero de Educación, Formación y Empleo              | Constantino Sotoca Carrascosa  |

El 25 de enero de 2012 Juan Bernal es nombrado consejero de Economía y Hacienda, en sustitución de Salvador Marín, que pasa a desempeñar la presidencia de la Compañía Española de Financiación del Desarrollo (Cofides). Unos días más tarde, el 13 de febrero, Bernal es nombrado vicepresidente para Asuntos Económicos.
El 24 de julio de 2013 el hasta ese momento alcalde de Puerto Lumbreras, Pedro Antonio Sánchez, sustituye a Constantino Sotoca como titular de Educación y Empleo, pasando a denominarse la Consejería como de Educación, Universidades y Empleo. La Consejería de Universidades, Empresa e Investigación modifica sus competencias y queda como de Industria, Empresa e Innovación, continuando José Ballesta al frente de la misma.
El 3 de abril de 2014 el presidente Ramón Luis Valcárcel comunicó su dimisión al presidente de la Asamblea Regional, para poder forma parte de la candidatura del Partido Popular en las Elecciones Europeas. 
El 10 de abril Alberto Garre tomó posesión como presidente de la comunidad autónoma comunicando la nueva composición del Gobierno Regional, que tomó posesión al día siguiente con esta estructura:
| Cargo                                                            | Nombre                      |
| ---------------------------------------------------------------- | --------------------------- |
| Presidente                                                       | Alberto Garre López         |
| Consejero de Presidencia y Empleo                                | José Gabriel Ruiz González  |
| Consejero de Economía y Hacienda                                 | Francisco Martínez Asensio  |
| Consejero de Agricultura y Agua                                  | Antonio Cerdá Cerdá         |
| Consejero de Industria, Turismo, Empresa e Innovación            | Juan Carlos Ruiz López      |
| Consejero de Educación, Cultura y Universidades                  | Pedro Antonio Sánchez López |
| Consejero de Fomento, Obras Públicas y Ordenación del Territorio | Manuel Campos Sánchez       |
| Consejera de Sanidad y Política Social                           | Catalina Lorenzo Gabarrón   |

El 25 de noviembre de 2014 se anuncia la dimisión de Manuel Campos como consejero de Fomento, Obras Públicas y Ordenación del Territorio y su sustitución por Francisco Bernabé, hasta ese momento alcalde de La Unión.
El 4 de marzo de 2015, Adela Martínez-Cachá releva a Antonio Cerdá, que había dimitido unos días antes, como consejero de Agricultura y Agua. Del mismo modo, el presidente sustituye a Francisco Martínez Asensio como consejero de Economía y Hacienda por Luis Martínez de Salas.
El 2 de junio de 2015 dimite el consejero de Industria, Turismo, Empresa e Innovación, Juan Carlos Ruiz, por su imputación en la "Operación Púnica". La consejera de Agricultura y Agua, Adela Martínez-Cachá, asume las competencias de la consejería de Industria, Turismo, Empresa e Innovación.

### IX Legislatura (2015-2019)
En las elecciones celebradas el 24 de mayo de 2015, el Partido Popular resultó una vez más ganador, aunque en esta ocasión sin contar con mayoría absoluta en la Asamblea Regional (obtuvo 22 de un total de 45 diputados). Tras alcanzar un acuerdo con los diputados de Ciudadanos, el 30 de junio fue elegido presidente Pedro Antonio Sánchez López, quien hasta ese momento había sido Consejero de Educación, Cultura y Universidades. Tomó posesión de su cargo el 3 de julio en la Asamblea Regional en Cartagena. Los consejeros de su gobierno tomaron posesión el 5 de julio.
El nuevo gobierno se estructuró de acuerdo a la siguiente composición:
| Consejo de Gobierno de la Región de Murcia (5 de julio de 2015 - 31 de mayo de 2016) | Consejo de Gobierno de la Región de Murcia (5 de julio de 2015 - 31 de mayo de 2016) | Consejo de Gobierno de la Región de Murcia (5 de julio de 2015 - 31 de mayo de 2016) |
| Cargo                                                                                | Titular                                                                              | Titular                                                                              |
| ------------------------------------------------------------------------------------ | ------------------------------------------------------------------------------------ | ------------------------------------------------------------------------------------ |
| Presidente                                                                           | Pedro Antonio Sánchez López                                                          |                                                                                      |
| Consejera de Presidencia                                                             | María Dolores Pagán Arce                                                             |                                                                                      |
| Consejero de Hacienda y Administración Pública                                       | Andrés Carrillo González                                                             |                                                                                      |
| Consejera de Agua, Agricultura y Medio Ambiente                                      | Adela Martínez-Cachá Martínez                                                        |                                                                                      |
| Consejero de Desarrollo Económico, Turismo y Empleo                                  | Juan Hernández Albarracín                                                            |                                                                                      |
| Consejera de Educación y Universidades                                               | María Isabel Sánchez-Mora Molina                                                     |                                                                                      |
| Consejero de Fomento e Infraestructuras                                              | Francisco Bernabé Pérez                                                              |                                                                                      |
| Consejera de Sanidad                                                                 | Encarna Guillén Navarro                                                              |                                                                                      |
| Consejera de Familia e Igualdad de Oportunidades                                     | Violante Tomás Olivares                                                              |                                                                                      |
| Consejera de Cultura y Portavocía                                                    | Noelia Arroyo Hernández                                                              |                                                                                      |

El 31 de mayo de 2016, Pedro Rivera sustituyó como Consejero de Fomento e Infraestructuras a Francisco Bernabé, que había renunciado al cargo para formar parte de la candidatura del Partido Popular al Congreso de los Diputados.
| Consejo de Gobierno de la Región de Murcia (31 de mayo de 2016 - 5 de mayo de 2017) | Consejo de Gobierno de la Región de Murcia (31 de mayo de 2016 - 5 de mayo de 2017) | Consejo de Gobierno de la Región de Murcia (31 de mayo de 2016 - 5 de mayo de 2017) |
| Cargo                                                                               | Titular                                                                             | Titular                                                                             |
| ----------------------------------------------------------------------------------- | ----------------------------------------------------------------------------------- | ----------------------------------------------------------------------------------- |
| Presidente                                                                          | Pedro Antonio Sánchez López                                                         |                                                                                     |
| Consejera de Presidencia                                                            | María Dolores Pagán Arce                                                            |                                                                                     |
| Consejero de Hacienda y Administración Pública                                      | Andrés Carrillo González                                                            |                                                                                     |
| Consejera de Agua, Agricultura y Medio Ambiente                                     | Adela Martínez-Cachá Martínez                                                       |                                                                                     |
| Consejero de Desarrollo Económico, Turismo y Empleo                                 | Juan Hernández Albarracín                                                           |                                                                                     |
| Consejera de Educación y Universidades                                              | María Isabel Sánchez-Mora Molina                                                    |                                                                                     |
| Consejero de Fomento e Infraestructuras                                             | Pedro Rivera Barrachina                                                             |                                                                                     |
| Consejera de Sanidad                                                                | Encarna Guillén Navarro                                                             |                                                                                     |
| Consejera de Familia e Igualdad de Oportunidades                                    | Violante Tomás Olivares                                                             |                                                                                     |
| Consejera de Cultura y Portavocía                                                   | Noelia Arroyo Hernández                                                             |                                                                                     |

En abril de 2017, tras la dimisión de Pedro Antonio Sánchez, fue elegido Presidente del Consejo de Gobierno Fernando López Miras. El 5 de mayo de 2017 formó su nuevo gobierno, de acuerdo a la siguiente distribución:
| Consejo de Gobierno de la Región de Murcia (5 de mayo de 2017 - 21 de abril de 2018) | Consejo de Gobierno de la Región de Murcia (5 de mayo de 2017 - 21 de abril de 2018) | Consejo de Gobierno de la Región de Murcia (5 de mayo de 2017 - 21 de abril de 2018) |
| Cargo                                                                                | Titular                                                                              | Titular                                                                              |
| ------------------------------------------------------------------------------------ | ------------------------------------------------------------------------------------ | ------------------------------------------------------------------------------------ |
| Presidente                                                                           | Fernando López Miras                                                                 |                                                                                      |
| Consejero de Presidencia y Fomento                                                   | Pedro Rivera Barrachina                                                              |                                                                                      |
| Consejero de Hacienda y Administraciones Públicas                                    | Andrés Carrillo González                                                             |                                                                                      |
| Consejera de Transparencia, Participación y Portavoz                                 | Noelia Arroyo Hernández                                                              |                                                                                      |
| Consejero de Agua, Agricultura, Ganadería y Pesca                                    | Francisco Jódar Alonso                                                               |                                                                                      |
| Consejero de Empleo, Universidades y Empresa                                         | Juan Hernández Albarracín                                                            |                                                                                      |
| Consejera de Educación, Juventud y Deportes                                          | Adela Martínez-Cachá Martínez                                                        |                                                                                      |
| Consejero de Salud                                                                   | Manuel Villegas García                                                               |                                                                                      |
| Consejera de Familia e Igualdad de Oportunidades                                     | Violante Tomás Olivares                                                              |                                                                                      |
| Consejero de Turismo, Cultura y Medio Ambiente                                       | Javier Celdrán Lorente                                                               |                                                                                      |

En abril de 2018, el presidente Fernando López Miras decide reestructurar la composición del Ejecutivo regional.
| Consejo de Gobierno de la Región de Murcia (21 de abril de 2018 - 1 de agosto de 2019) | Consejo de Gobierno de la Región de Murcia (21 de abril de 2018 - 1 de agosto de 2019) | Consejo de Gobierno de la Región de Murcia (21 de abril de 2018 - 1 de agosto de 2019) | Consejo de Gobierno de la Región de Murcia (21 de abril de 2018 - 1 de agosto de 2019) |
| Cargo                                                                                  | Titular                                                                                | Nombramiento                                                                           | Cese                                                                                   |
| -------------------------------------------------------------------------------------- | -------------------------------------------------------------------------------------- | -------------------------------------------------------------------------------------- | -------------------------------------------------------------------------------------- |
| Presidente                                                                             | Fernando López Miras                                                                   | 5 de mayo de 2017                                                                      | 1 de agosto de 2019                                                                    |
| Consejero de Presidencia                                                               | Pedro Rivera Barrachina                                                                | 21 de abril de 2018                                                                    | 1 de agosto de 2019                                                                    |
| Consejero de Hacienda                                                                  | Fernando de la Cierva Carrasco                                                         | 21 de abril de 2018                                                                    | 1 de agosto de 2019                                                                    |
| Consejero de Transparencia, Participación y Portavoz                                   | Noelia Arroyo Hernández                                                                | 5 de mayo de 2017                                                                      | 28 de febrero de 2019                                                                  |
| Consejero de Transparencia, Participación y Portavoz                                   | Pedro Rivera Barrachina                                                                | 28 de febrero de 2019                                                                  | 1 de agosto de 2019                                                                    |
| Consejero de Agua, Agricultura, Ganadería y Pesca                                      | Miguel Ángel del Amor Saavedra                                                         | 21 de abril de 2018                                                                    | 1 de agosto de 2019                                                                    |
| Consejero de Fomento e Infraestructuras                                                | Patricio Valverde Espín                                                                | 21 de abril de 2018                                                                    | 1 de agosto de 2019                                                                    |
| Consejero de Empleo, Universidades, Empresa y Medio Ambiente                           | Javier Celdrán Lorente                                                                 | 21 de abril de 2018                                                                    | 1 de agosto de 2019                                                                    |
| Consejera de Educación, Juventud y Deportes                                            | Adela Martínez-Cachá Martínez                                                          | 5 de mayo de 2017                                                                      | 1 de agosto de 2019                                                                    |
| Consejero de Salud                                                                     | Manuel Villegas García                                                                 | 5 de mayo de 2017                                                                      | 1 de agosto de 2019                                                                    |
| Consejera de Familia e Igualdad de Oportunidades                                       | Violante Tomás Olivares                                                                | 5 de mayo de 2017                                                                      | 20 de mayo de 2019                                                                     |
| Consejera de Familia e Igualdad de Oportunidades                                       | Adela Martínez-Cachá Martínez                                                          | 20 de mayo de 2019                                                                     | 1 de agosto de 2019                                                                    |
| Consejera de Turismo y Cultura                                                         | Miriam Guardiola Salmerón                                                              | 21 de abril de 2018                                                                    | 1 de agosto de 2019                                                                    |

El 28 de febrero de 2019, Noelia Arroyo deja la Consejería de Transparencia, Participación y Portavoz para centrarse en su candidatura a las elecciones municipales en Cartagena. El Consejero de Presidencia, Pedro Rivera, asume las competencias de la Consejería vacante hasta el final de la legislatura.
El 20 de mayo de 2019, Violante Tomás deja la Consejería de Familia e Igualdad de Oportunidades al ser elegida senadora en las elecciones generales el 28 de abril. La Consejera de Educación, Juventud y Deportes, Adela Martínez-Cachá, asume las competencias de la Consejería vacante hasta el final de la legislatura.

### X Legislatura (2019-2023)
Tras las elecciones de 2019, el PSOE resultó el partido más votado, obteniendo 17 escaños, por los 16 del Partido Popular. Los populares llegaron a un acuerdo con Ciudadanos, pero la suma de ambos se quedó a un escaño de la mayoría simple, al no conseguir el apoyo de Vox. Tras dos votaciones fallidas, firmaron finalmente un acuerdo con Vox, permitiendo la investidura de López Miras como presidente. El Gobierno quedó formado por 10 consejerías, de las cuales 6 correspondieron al PP y 4 a Ciudadanos, dando lugar al primer gobierno de coalición de la Región de Murcia. El presidente tomó posesión de su cargo el 29 de julio de 2019, mientras que los consejeros lo hicieron el 1 de agosto.
| Consejo de Gobierno de la Región de Murcia (1 de agosto de 2019 - 15 de septiembre de 2023)     | Consejo de Gobierno de la Región de Murcia (1 de agosto de 2019 - 15 de septiembre de 2023) | Consejo de Gobierno de la Región de Murcia (1 de agosto de 2019 - 15 de septiembre de 2023) | Consejo de Gobierno de la Región de Murcia (1 de agosto de 2019 - 15 de septiembre de 2023) | Consejo de Gobierno de la Región de Murcia (1 de agosto de 2019 - 15 de septiembre de 2023) |
| ----------------------------------------------------------------------------------------------- | ------------------------------------------------------------------------------------------- | ------------------------------------------------------------------------------------------- | ------------------------------------------------------------------------------------------- | ------------------------------------------------------------------------------------------- |
| Partido político                                                                                |                                                                                             | Partido Popular                                                                             | Partido Popular                                                                             | Partido Popular                                                                             |
| Partido político                                                                                | Ciudadanos                                                                                  |                                                                                             |                                                                                             |                                                                                             |
| Partido político                                                                                | Independiente                                                                               |                                                                                             |                                                                                             |                                                                                             |
| Cargo                                                                                           | Titular                                                                                     | Titular                                                                                     | Nombramiento                                                                                | Cese                                                                                        |
| Presidente                                                                                      |                                                                                             | Fernando López Miras                                                                        | 29 de julio de 2019                                                                         | 7 de septiembre de 2023                                                                     |
| Vicepresidenta y Consejera de Mujer, Igualdad, LGTBI, Familias y Política Social                |                                                                                             | Isabel Franco Sánchez                                                                       | 1 de agosto de 2019                                                                         | 13 de mayo de 2022                                                                          |
| Vicepresidenta y Consejera de Mujer, Igualdad, LGTBI, Familias, Política Social y Transparencia | 13 de mayo de 2022                                                                          | Isabel Franco Sánchez                                                                       | 17 de enero de 2023                                                                         |                                                                                             |
| Vicepresidenta y Consejera de Transparencia, Participación y Cooperación                        | 17 de enero de 2023                                                                         | Isabel Franco Sánchez                                                                       | 15 de septiembre de 2023                                                                    |                                                                                             |
| Consejero de Presidencia, Turismo y Deportes                                                    |                                                                                             | Marcos Ortuño Soto                                                                          | 3 de abril de 2021                                                                          | 8 de febrero de 2022                                                                        |
| Consejero de Presidencia, Turismo, Cultura y Deportes                                           | 8 de febrero de 2022                                                                        | Marcos Ortuño Soto                                                                          | 17 de enero de 2023                                                                         |                                                                                             |
| Consejero de Presidencia, Turismo, Cultura, Deportes, Juventud y Portavocía.                    | 17 de enero de 2023                                                                         | Marcos Ortuño Soto                                                                          | 15 de septiembre de 2023                                                                    |                                                                                             |
| Consejero de Presidencia y Hacienda                                                             |                                                                                             | Javier Celdrán Lorente                                                                      | 1 de agosto de 2019                                                                         | 3 de abril de 2021                                                                          |
| Consejero de Economía, Hacienda y Administración Digital                                        | 3 de abril de 2021                                                                          | Javier Celdrán Lorente                                                                      | 20 de julio de 2021                                                                         |                                                                                             |
| Consejero de Economía, Hacienda y Administración Digital                                        |                                                                                             | Luis Alberto Marín González                                                                 | 20 de julio de 2021                                                                         | 17 de enero de 2023                                                                         |
| Consejero de Economía, Hacienda, Fondos Europeos y Administración Digital                       | 17 de enero de 2023                                                                         | Luis Alberto Marín González                                                                 | 15 de septiembre de 2023                                                                    |                                                                                             |
| Consejera de Empresa, Industria y Portavocía                                                    |                                                                                             | Ana Martínez Vidal                                                                          | 1 de agosto de 2019                                                                         | 10 de marzo de 2021                                                                         |
| Consejera de Empresa, Industria y Portavocía                                                    |                                                                                             | María del Valle Miguélez Santiago                                                           | 12 de marzo de 2021                                                                         | 9 de abril de 2021                                                                          |
| Consejera de Empresa, Empleo, Universidades y Portavocía                                        | 9 de abril de 2021                                                                          | María del Valle Miguélez Santiago                                                           | 17 de enero de 2023                                                                         |                                                                                             |
| Consejera de Empresa, Economía Social y Autónomos                                               | 17 de enero de 2023                                                                         | María del Valle Miguélez Santiago                                                           | 15 de septiembre de 2023                                                                    |                                                                                             |
| Consejera de Política Social, Familias e Igualdad                                               |                                                                                             | Concepción Ruiz Caballero                                                                   | 17 de enero de 2023                                                                         | 15 de septiembre de 2023                                                                    |
| Consejera de Turismo, Juventud y Deportes                                                       |                                                                                             | Cristina Sánchez López                                                                      | 1 de agosto de 2019                                                                         | 3 de abril de 2021                                                                          |
| Consejera de Educación y Cultura                                                                |                                                                                             | Esperanza Moreno Reventós                                                                   | 1 de agosto de 2019                                                                         | 3 de abril de 2021                                                                          |
| Consejera de Educación y Cultura                                                                |                                                                                             | María Isabel Campuzano Martínez                                                             | 3 de abril de 2021                                                                          | 8 de febrero de 2022                                                                        |
| Consejera de Educación                                                                          | 8 de febrero de 2022                                                                        | María Isabel Campuzano Martínez                                                             | 17 de enero de 2023                                                                         |                                                                                             |
| Consejero de Educación, Formación Profesional y Empleo                                          |                                                                                             | Víctor Marín Navarro                                                                        | 17 de enero de 2023                                                                         | 15 de septiembre de 2023                                                                    |
| Consejero de Agua, Agricultura, Ganadería, Pesca y Medio Ambiente                               |                                                                                             | Antonio Luengo Zapata                                                                       | 1 de agosto de 2019                                                                         | 13 de mayo de 2022                                                                          |
| Consejero de Agua, Agricultura, Ganadería, Pesca, Medio Ambiente y Emergencias                  | 13 de mayo de 2022                                                                          | Antonio Luengo Zapata                                                                       | 17 de enero de 2023                                                                         |                                                                                             |
| Consejero de Agua, Agricultura, Ganadería y Pesca                                               | 17 de enero de 2023                                                                         | Antonio Luengo Zapata                                                                       | 15 de septiembre de 2023                                                                    |                                                                                             |
| Consejero de Medio Ambiente, Mar Menor, Universidades e Investigación                           |                                                                                             | Juan María Vázquez Rojas                                                                    | 17 de enero de 2023                                                                         | 15 de septiembre de 2023                                                                    |
| Consejero de Transparencia, Participación y Administración Pública                              |                                                                                             | Beatriz Ballesteros Palazón                                                                 | 1 de agosto de 2019                                                                         | 20 de febrero de 2021                                                                       |
| Consejero de Transparencia, Participación y Administración Pública                              |                                                                                             | José Gabriel Sánchez Torregrosa                                                             | 23 de febrero de 2021                                                                       | 10 de marzo de 2021                                                                         |
| Consejero de Transparencia, Participación y Administración Pública                              |                                                                                             | Antonio Sánchez Lorente                                                                     | 12 de marzo de 2021                                                                         | 18 de noviembre de 2021                                                                     |
| Consejero de Transparencia, Seguridad y Emergencias                                             | 18 de noviembre de 2021                                                                     | Antonio Sánchez Lorente                                                                     | 12 de mayo de 2022                                                                          |                                                                                             |
| Consejero de Fomento e Infraestructuras                                                         |                                                                                             | José Ramón Díez de Revenga Albacete                                                         | 1 de agosto de 2019                                                                         | 15 de septiembre de 2023                                                                    |
| Consejero de Salud                                                                              |                                                                                             | Manuel Villegas García                                                                      | 1 de agosto de 2019                                                                         | 23 de enero de 2021                                                                         |
| Consejero de Salud                                                                              |                                                                                             | Juan José Pedreño Planes                                                                    | 23 de enero de 2021                                                                         | 15 de septiembre de 2023                                                                    |
| Consejero de Empleo, Investigación y Universidades                                              |                                                                                             | Miguel Motas Guzmán                                                                         | 1 de agosto de 2019                                                                         | 12 de marzo de 2021                                                                         |
| Consejero de Empleo, Investigación y Universidades                                              |                                                                                             | Francisco Álvarez García                                                                    | 12 de marzo de 2021                                                                         | 8 de abril de 2021                                                                          |

El 20 de enero de 2021, Manuel Villegas presentó su dimisión como Consejero de Salud tras la polémica que provocó su vacunación contra la COVID-19, así como la de otros altos cargos de la Consejería y del Servicio Murciano de Salud (SMS), fuera del turno indicado en el protocolo de vacunación establecido por el Ministerio de Sanidad. Dos días después, el médico de familia Juan José Pedreño era nombrado su sucesor por el presidente Fernando López Miras.
El 18 de febrero de 2021, la Consejera de Transparencia, Participación y Administración Pública, Beatriz Ballesteros, presentó su dimisión, debido a un conflicto interno en Ciudadanos. El día siguiente se anunció que su sustituto sería José Gabriel Sánchez Torregrosa, hasta ese momento Secretario General de la Consejería de Empresa, Industria y Portavocía.

#### Moción de censura al gobierno del PP
El 10 de marzo de 2021, la representación autonómica de Ciudadanos en la Región de Murcia presentó, junto con el PSRM-PSOE, una moción de censura contra el gobierno del Partido Popular. Paralelamente se realizó otra moción de censura contra la alcaldía del PP en el Ayuntamiento de Murcia. El acuerdo daba la presidencia autonómica a Ciudadanos y la alcaldía al PSOE.
Como principales motivos, se citaron las irregularidades en la campaña de vacunación para la Covid-19 en la región, que implicó la vacunación precoz de 400 cargos de la Consejería de Salud, saltándose el protocolo establecido a nivel nacional; así como las exigencias de Vox en relación con la implantación del pin parental en la comunidad como condición para continuar su apoyo al gobierno autonómico. En el texto conjunto de la moción, PSOE y Cs definían el escándalo de vacunación como «corrupción»:

La definición de corrupción es muy sencilla: el abuso de un poder público para beneficio privado. Si uno está abusando del poder público para obtener un beneficio privado, que no tiene por qué ser económico, eso es corrupción, y el incumplimiento del orden de prelación constituye un abuso de poder. Llevamos desde Ciudadanos, también desde los partidos de la oposición, pidiendo el listado de altos cargos vacunados irregularmente demasiado tiempo ya. Lo elevamos incluso a la Asamblea Regional, en la que impulsamos y constituimos una comisión de investigación.

La candidata propuesta a la presidencia de la Región fue Ana Martínez Vidal. En una comparecencia posterior, Martínez Vidal calificó la situación del gobierno de coalición de «límite», y reprochó que cargos del PP en el Ayuntamiento de Murcia se hubieran querellado contra Mario Gómez, teniente alcalde de la ciudad (perteneciente a la formación naranja) por revelación de secretos. Gómez había denunciado la existencia de presuntos contratos irregulares en la alcaldía ante la policía, a la que presentó más de tres gigas de información.
En la Asamblea Regional, Ciudadanos y socialistas sumaban 23 escaños, alcanzando la mayoría absoluta sin necesitar de otros apoyos. En el caso de la alcaldía, Cs y PSOE necesitaron el apoyo de Podemos-Equo, que confirmaron el mismo día que secundarían la moción.
Los hechos desataron una crisis en el gobierno de Díaz Ayuso de la Comunidad de Madrid.
Ese mismo día, el presidente López Miras cesó a Ana Martínez Vidal y José Gabriel Sánchez Torregrosa de sus cargos como consejeros, al pertenecer a la estructura orgánica de Ciudadanos. Sus competencias fueron asumidas de forma temporal por Javier Celdrán e Isabel Franco, respectivamente. Sánchez Torregrosa había estado en el cargo hasta ese momento tan solo dos semanas.
El 12 de marzo de 2021, se confirmó que la moción de censura presentada por Ciudadanos tenía visos de fracasar, dado que el Grupo Parlamentario de Ciudadanos se dividió en dos tras un pacto entre el Secretario General del Partido Popular en ese momento, Teodoro García Egea, y tres diputados de la formación naranja: Isabel Franco, Francisco Álvarez y Valle Miguélez. Tampoco apoyaron la moción el diputado de Vox Pascual Salvador y tres diputados más que habían sido expulsados de ese mismo partido. Horas después de confirmarse la noticia, Fernando López Miras e Isabel Franco comparecieron en el  Palacio de San Esteban, sede de la presidencia de la Región, para confirmar el voto negativo a la moción de estos tres diputados y su adhesión al Gobierno de la comunidad autónoma. Franco mantuvo sus competencias como vicepresidenta y consejera, Álvarez ocupó la Consejería de Empleo, Investigación y Universidades, Miguélez sustituyó a Martínez Vidal como consejera y portavoz del Gobierno, y un cuarto exintegrante de Cs, Antonio Sánchez Lorente, fue nombrado Consejero de Transparencia, Participación y Administración Pública. La moción para la alcaldía, sin embargo, sí fue exitosa y el 25 de marzo el PP perdería el ayuntamiento —que pasaría a manos del PSOE— tras 26 años de mandato ininterrumpido.
El 3 de abril de 2021, se hizo efectiva una remodelación en el gobierno, por la cual la exdiputada de Vox María Isabel Campuzano era nombrada Consejera de Educación y Cultura, dando así cumplimiento al pacto entre el PP y los expulsados de Vox para tumbar la moción de censura. Además, se creó la Consejería de Presidencia, Turismo y Deportes, a cargo del hasta entonces alcalde de Yecla, Marcos Ortuño. Se suprimió la Consejería de Turismo, Juventud y Deportes y Javier Celdrán pasó a ocupar la Consejería de Economía, Hacienda y Administración Digital.
El 7 de abril de 2021, Francisco Álvarez presentó su dimisión como consejero, para asumir la portavocía del Grupo Parlamentario Ciudadanos en la Asamblea Regional. El cese se hizo efectivo el día siguiente. El 9 de abril, se anunció que le sustituiría en el cargo Valle Miguélez, agrupando las competencias de ambos en una nueva Consejería de Empresa, Empleo, Universidades y Portavocía.
Tras varios meses de estabilidad, el 25 de junio de 2021 presentó su dimisión Javier Celdrán, Consejero de Economía y Hacienda. Le sustituyó en el cargo el hasta ese momento Secretario General de dicha Consejería, Luis Alberto Marín, con efectos a partir del 20 de julio.
El 12 de mayo de 2022, Antonio Sánchez Lorente presentó su dimisión como consejero, por motivos de salud. Las competencias de su consejería fueron asumidas por Isabel Franco (Transparencia) y Antonio Luengo (Emergencias).
El 17 de enero de 2023 el presidente López realiza una amplísima reforma del ejecutivo a pocos meses de las Elecciones a la Asamblea Regional de Murcia de 2023. A resultas de ella, queda modificado prácticamente todo el organigrama del gobierno autonómico.
En julio de ese mismo año el Tribunal Constitucional culpó al Gobierno de Murcia de vulnerar los Derechos de una mujer al imperdirle abortar.

### XI Legislatura (2023-2027)
El PP ganó las elecciones autonómicas de 2023 obteniendo en total 21 escaños, quedándose así a 3 de la mayoría absoluta. Tras dos votaciones fallidas de investidura en las que el candidato del PP Fernando López Miras solo fue votado por los diputados de su partido, finalmente el PP y Vox alcanzaron un acuerdo para gobernar en coalición. Los consejeros tomaron posesión el 15 de septiembre de 2023.
El 11 de julio de 2024, Vox anunció la ruptura de la coalición. De esta forma, el PP reestructuró el ejecutivo, suprimió la vicepresidencia y agrupó varias consejerías para continuar con un gobierno en minoría.
| Consejo de Gobierno de la Región de Murcia (15 de septiembre de 2023 - ...) | Consejo de Gobierno de la Región de Murcia (15 de septiembre de 2023 - ...) | Consejo de Gobierno de la Región de Murcia (15 de septiembre de 2023 - ...) | Consejo de Gobierno de la Región de Murcia (15 de septiembre de 2023 - ...) | Consejo de Gobierno de la Región de Murcia (15 de septiembre de 2023 - ...) |
| --------------------------------------------------------------------------- | --------------------------------------------------------------------------- | --------------------------------------------------------------------------- | --------------------------------------------------------------------------- | --------------------------------------------------------------------------- |
| Partido político                                                            |                                                                             | Partido Popular                                                             | Partido Popular                                                             | Partido Popular                                                             |
| Partido político                                                            | Vox (2023-2024)                                                             |                                                                             |                                                                             |                                                                             |
| Partido político                                                            | Independiente                                                               |                                                                             |                                                                             |                                                                             |
| Cargo                                                                       | Titular                                                                     | Titular                                                                     | Nombramiento                                                                | Cese                                                                        |
| Presidente                                                                  |                                                                             | Fernando López Miras                                                        | 7 de septiembre de 2023                                                     | En el cargo                                                                 |
| Vicepresidente                                                              |                                                                             | José Ángel Antelo                                                           | 15 de septiembre de 2023                                                    | 12 de julio de 2024                                                         |
| Consejero de Interior, Emergencias y Ordenación del Territorio              |                                                                             | José Ángel Antelo                                                           | 15 de septiembre de 2023                                                    | 12 de julio de 2024                                                         |
| Consejero de Presidencia, Portavocía y Acción Exterior                      |                                                                             | Marcos Ortuño                                                               | 15 de septiembre de 2023                                                    | 12 de julio de 2024                                                         |
| Consejero de Presidencia, Portavocía, Acción Exterior y Emergencias         | 12 de julio de 2024                                                         | Marcos Ortuño                                                               | En el cargo                                                                 |                                                                             |
| Consejera de Empresa, Empleo y Economía Social                              | María Isabel López Aragón                                                   | 15 de julio de 2024                                                         | En el cargo                                                                 |                                                                             |
| Consejero de Economía, Hacienda, Fondos Europeos y Transformación Digital   |                                                                             | Luis Alberto Marín                                                          | 15 de septiembre de 2023                                                    | En el cargo                                                                 |
| Consejera de Política Social, Familias e Igualdad                           |                                                                             | Conchita Ruiz                                                               | 15 de septiembre de 2023                                                    | En el cargo                                                                 |
| Consejero de Medio Ambiente, Mar Menor, Universidades e Investigación       |                                                                             | Juan María Vázquez                                                          | 15 de septiembre de 2023                                                    | En el cargo                                                                 |
| Consejero de Educación y Formación Profesional                              |                                                                             | Víctor Martín                                                               | 15 de septiembre de 2023                                                    | En el cargo                                                                 |
| Consejero de Fomento e Infraestructuras                                     |                                                                             | José Manuel Pancorbo                                                        | 15 de septiembre de 2023                                                    | 12 de julio de 2024                                                         |
| Consejero de Fomento e Infraestructuras                                     |                                                                             | Jorge García Montoro                                                        | 15 de julio de 2024                                                         | En el cargo                                                                 |
| Consejera de Cultura, Turismo, Juventud y Deportes                          |                                                                             | Carmen Conesa                                                               | 15 de septiembre de 2023                                                    | En el cargo                                                                 |
| Consejero de Salud                                                          |                                                                             | Juan José Pedreño                                                           | 15 de septiembre de 2023                                                    | En el cargo                                                                 |
| Consejera de Agua, Agricultura, Ganadería y Pesca                           |                                                                             | Sara Rubira                                                                 | 15 de septiembre de 2023                                                    | En el cargo                                                                 |